# Mittenothamnium leptoreptans
Mittenothamnium leptoreptans är en bladmossart som beskrevs av Jules Cardot 1913. Mittenothamnium leptoreptans ingår i släktet Mittenothamnium och familjen Hypnaceae. Inga underarter finns listade i Catalogue of Life.